# Безымянное (Донецкая область)
Безымянное (укр. Безім'яне) — посёлок в Константиновской городской общине Краматорского района Донецкой области Украины.

## Общие сведения
Население по переписи 2001 года составляло 9 человек. Почтовый индекс — 85131. Телефонный код — 6272.